# Monica Barbaro
Monica Barbaro (São Francisco, 18 de junho de 1990) é uma atriz americana. Barbaro ganhou reconhecimento por atuar em filmes como The Cathedral (2021), Top Gun: Maverick (2022), At Midnight (2023) e A Complete Unknown (2024), no qual interpretou a cantora de música folk Joan Baez, performance que lhe rendeu sua primeira indicação ao Oscar de Melhor Atriz Coadjuvante. Também participou de séries de televisão como Unreal, The Good Cop e Chicago Justice.

## Início de vida
Monica Barbaro nasceu em 18 de junho de 1990 em São Francisco, Califórnia. Ela cresceu em Mill Valley, onde formou-se no ensino médio na Tamalpais High School em 2007. Seus pais se divorciaram quando ela era criança. Barbaro começou a dançar na infância e estudou balé. Graduou-se em dança na Tisch School of the Arts, da Universidade de Nova Iorque, na qual também fez aulas eletivas de atuação. Após sua formatura, em 2010, Barbaro decidiu seguir a carreira de atriz e retornou a São Francisco. Lá, estudou na escola de teatro Beverly Hills Playhouse.

## Carreira
Barbaro ganhou reconhecimento em 2013 por protagonizar It's Not About the Nail, um curta-metragem viral de comédia sobre comunicação em um casamento. Seu primeiro papel de destaque na televisão foi Yael, personagem da segunda temporada da série UnREAL, do Lifetime. Após UnREAL, juntou-se ao elenco do drama jurídico Chicago Justice, da NBC, no qual ela interpretou Anna Valdez. Em 2018 Barbaro interpretou Cora Vasquez em The Good Cop, da Netflix, atuando ao lado de Josh Groban e Tony Danza. Entre 2018 e 2019 teve um papel recorrente na sitcom Splitting Up Together, da ABC. No blockbuster de 2022 Top Gun: Maverick, ela interpretou a tenente Natasha "Phoenix" Trace.
No ano seguinte Barbaro estrelou a comédia romântica At Midnight (2023). O filme recebeu críticas mistas pelo enredo, mas a atriz foi elogiada pela sua atuação. O jornal San Francisco Chronicle escreveu: "Barbaro prova que, com um charme aparentemente sem esforço, consegue carregar uma comédia romântica". A atriz, que é dançarina profissional, pôde emprestar seus talentos em uma cena que envolvia os dois protagonistas dançando uma combinação de salsa e tango. Embora possa ter ficado em segundo plano em sua carreira de atriz, Barbaro compartilhou em uma entrevista que a dança está voltando para sua vida. "Estou trazendo tudo de volta porque percebi que não estou ficando mais jovem, então, se houver um momento para começar a dançar, deve ser antes que seja tarde demais."
Em 2024, Barbaro participa de A Complete Unknown, cinebiografia que mostra o momento da ascensão da carreira de Bob Dylan, que da juventude cantando em pequenos bares passa a subir em grandes palcos e ter suas músicas no topo das paradas musicais . No filme, dirigido por James Mangold, Dylan é interpretado por Timothée Chalamet, e Barbaro faz o papel da cantora Joan Baez.

## Filmografia
| † | Trabalhos ainda não lançados |

### Cinema
| Ano  | Título             | Papel                   | Notas |
| ---- | ------------------ | ----------------------- | ----- |
| 2013 | Bullish            | Eva                     |       |
| 2021 | The Cathedral      | Lydia Damrosch          |       |
| 2022 | Top Gun: Maverick  | Natasha "Phoenix" Trace |       |
| 2022 | I'm Charlie Walker | Peggy                   |       |
| 2023 | At Midnight        | Sophie Wilder           |       |
| 2024 | A Complete Unknown | Joan Baez               |       |

### Televisão
| Ano       | Título                                   | Papel                   | Notas                                           |
| --------- | ---------------------------------------- | ----------------------- | ----------------------------------------------- |
| 2015      | Stitchers                                | Brenda 'Bentley' Miller | Episódio: "The Root of All Evil"                |
| 2016      | Hawaii Five-0                            | Ella Koha               | Episódio: "Ke Koa Lokomaika'i"                  |
| 2016      | Cooper Barrett's Guide to Surviving Life | Garota atraente         | Episódio: "How to Survive Working with Friends" |
| 2016      | Unreal                                   | Yael                    | Papel principal (2.ª temporada), 10 episódios   |
| 2016      | Notorious                                | Chloe Edwards           | Episódio: "Tell Me a Secret"                    |
| 2016–2017 | Chicago P.D.                             | Anna Valdez             | 4 episódios                                     |
| 2017      | Chicago Justice                          | Anna Valdez             | Papel principal                                 |
| 2017      | Lethal Weapon                            | Nora Cooper             | Episódio: "Flight Risk"                         |
| 2018      | The Good Cop                             | Cora Vasquez            | Papel principal                                 |
| 2018–2019 | Splitting Up Together                    | Lisa Apple              | Recorrente                                      |
| 2019      | Stumptown                                | Liz Melero              | 4 episódios                                     |
| TBA       | Army of the Dead: Lost Vegas †           | Meagan (voz)            | Em produção                                     |
| 2023      | FUBAR †                                  | Emma Brunner            | Papel principal                                 |

### Jogos eletrônicos
| Ano  | Título    | Papel            | Notas  |
| ---- | --------- | ---------------- | ------ |
| 2023 | Forspoken | Auden Keen (voz) | [ 18 ] |

## Prêmios e Indicações

#### Oscar
| Ano  | Categoria                | Indicação          | Resultado | Referência |
| ---- | ------------------------ | ------------------ | --------- | ---------- |
| 2025 | Melhor Atriz Coadjuvante | A Complete Unknown | Indicado  | [ 19 ]     |

#### SAG Awards
| Ano  | Categoria                | Indicação          | Resultado | Referência |
| ---- | ------------------------ | ------------------ | --------- | ---------- |
| 2025 | Melhor Elenco em Cinema  | A Complete Unknown | Indicado  | [ 20 ]     |
| 2025 | Melhor Atriz Coadjuvante | A Complete Unknown | Indicado  | [ 20 ]     |